# Compota

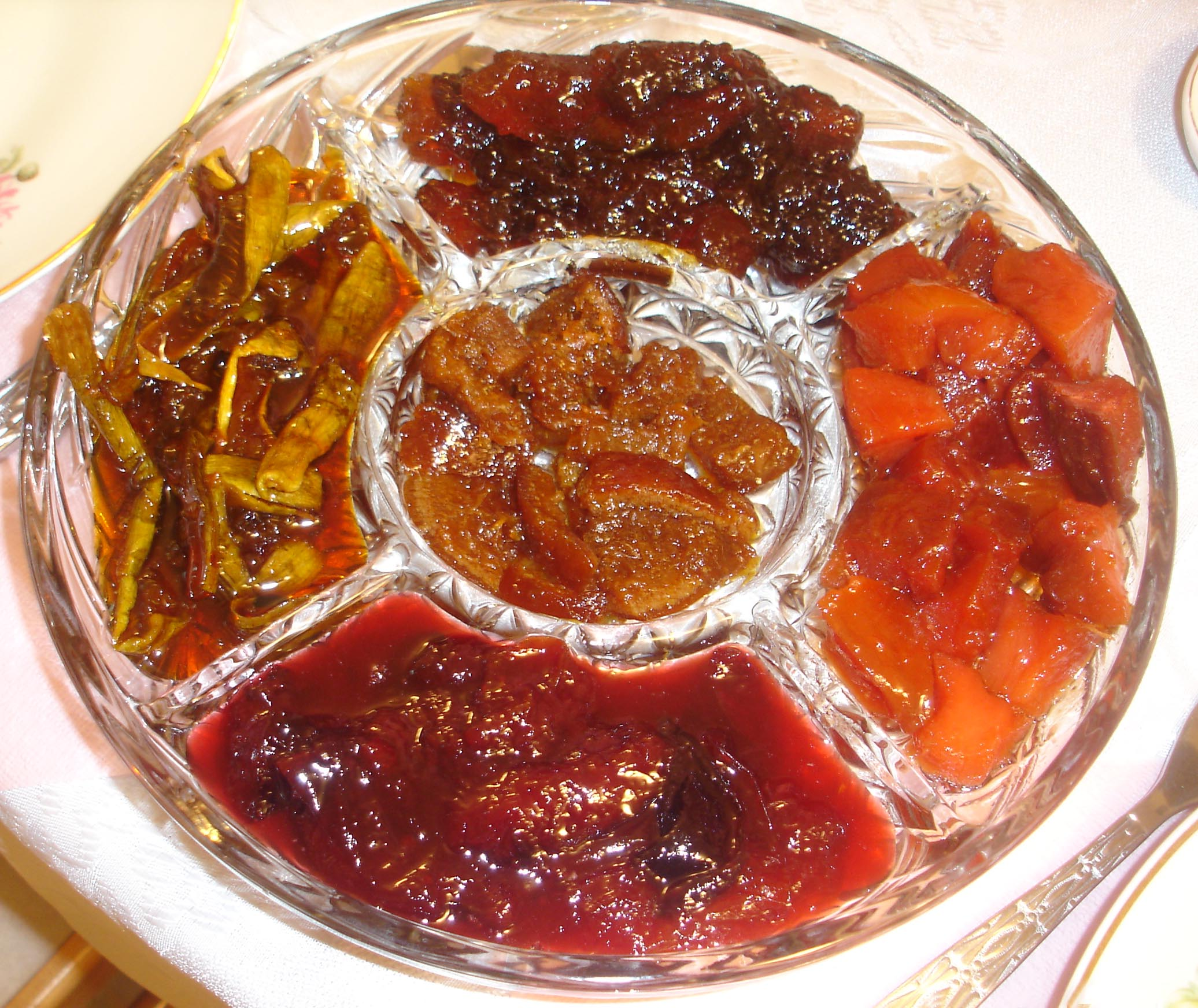
Compotas variadas

A compota é uma forma de conserva de frutas ou vegetais (como tomate e cenoura) através do cozimento em pedaços destes em açúcar (calda/conservante) ou em suco de fruta. Uma opção para preservar todos os nutrientes do alimento.
As compotas podem ser usadas como sobremesa, para misturar com iogurte ou sorvete, para rechear bolos ou outros doces, ou como complemento de pratos salgados, geralmente festivos, como o peru natalino (no Brasil).
Outros membros desta família de alimentos -  os doces de fruta -  são as geleias, a marmelada e a goiabada.

## Modos de Preparo
Uma compota genérica pode ser preparada colocando-se frutas descascadas e cortadas preenchendo três quartos de recipiente próprio para compotas, completando o restante do volume com açúcar cristal. O recipiente deverá ser colocado em banho maria até o açúcar ser completamente dissolvido. O vidro então é deixado para resfriar na água. Nota-se que esse modo de preparo cria vácuo no recipiente, podendo este ser guardado por vários meses. Após aberto, porém, deverá ser conservado em geladeira.
Caso não estejam disponíveis recipientes próprios para compotas, pode-se prepará-las com panela de pressão. As frutas descascadas e cortadas deverão ser colocadas na panela em camadas, cobrindo cada camada de fruta com açúcar. Fechar a panela, e após o vapor sair, cozinhar por aproximadamente 20 minutos. Deixar esfriar na panela fechada. Para uma calda mais grossa, retirar as frutas e deixar a calda cozinhando em fogo baixo, recolocando as frutas no ponto desejado e fervendo um pouco mais. Deixar esfriar antes de guardar em vidros.